# 高木盛兼
高木 盛兼（たかぎ もりかね）は、安土桃山時代から江戸時代前期にかけての武将、大名。通称は十郎左衛門、諱は守之とも。美濃国高須城主。

## 生涯
豊臣秀吉に仕え、九州平定、小田原征伐に従軍する。その功として文禄元年（1592年）、美濃高須城主として海西郡、石津郡内において1万石を領した。
慶長5年（1600年）の関ヶ原の戦いでは西軍に与し、前哨戦において居城高須城の守りを固めていた。そんな折に東軍に属した徳永寿昌が開城を促しに来た。隣地の西軍に属した丸毛兼利の福束城が落城し、盛兼は東軍との戦力差を感じていたが、近くに同族が守る城もあり、不戦敗では面目が立たない、空砲を撃って、空戦を演出した上で城を出て降伏したいと願い、話合いはまとまった。しかし8月19日、徳永寿昌と市橋長勝が兵1000余で攻めてきて、空砲どころが実弾を撃ってきたので、欺かれたと思い、交戦こそするが城兵の士気が低く、支えきれずに船で縁者の高木八郎左衛門正家が守る津屋城へ退却した。しかし、こちらでも一緒に東軍と戦うが抗しきれず、正家ともども大垣城に退却した。
戦後、没落した盛兼は出雲国松江藩の堀尾吉晴の食客となり、同地で没した。